# Mati Diop
Mati Diop (París, 22 de junio de 1982) es una actriz y directora franco-senegalesa. Fue la primera cineasta africana que disputó la Palma de Oro en el Festival Internacional de Cine de Cannes del 2019 con su película Atlantics que finalmente recibió el Gran Premio del Jurado. En 2024 gana el Oso de Oro de la Berlinale con su película  "Dahomey".

## Biografía
Diop es hija del músico senegalés Wasis Diop, y sobrina del cineasta Djibril Diop Mambety. Su madre es francesa y ella nació y creció en París especialmente influenciada por el trabajo cinematográfico de su tío al que decidió seguir en la carrera cinematográfica.
Se unió a Pavillon, laboratorio de investigación artística del Palais de Tokyo en 2006, y al Estudio Nacional de Arte Contemporáneo de Fresnoy en 2007.  Está a cargo de los diseños de sonido y video para el teatro y continúa haciendo cortometrajes reclamando inspiración en su trabajo de Apichatpong Weerasethakul o de cineastas estadounidenses independientes como John Cassavetes.
En 2008, es por primera vez actriz protagonista en la película de Claire Denis 35 rhums. Ese mismo año, presentó 1000 soles  en el Festival de Cine de Cannes, un proyecto documental sobre la película Touki Bouki (dirigida por su tío en 1973 y presentada en el Cannes ese año), que se estrenó en 2013 con el título de Mil Soles. Sus cortometrajes han sido presentados en varios festivales internacionales, incluyendo Atlantics, ganando el Tigre al Mejor Cortometraje en 2010 en el Festival Internacional de Cine de Róterdam. Su primer largometraje, Atlantics, (2018), seleccionado para la sección oficial del Festival de Cine de Cannes 2019,ganó la Palma de Oro, el Gran Premio del Jurado de la 72 edición del Festival, un galardón entregado por Sylvester Stallone.
En 2024 gana el Oso de Oro a la Mejor Película en la 74 edición del Festival Internacional de Cine de Berlín (conocido popularmente como Berlinale) con su segunda película "Dahomey", un  documental sobre el arte africano robado por Europa. 

## Filmografía

### Como actriz
- 2008: 35 Rhums de Claire Denis - Joséphine
- 2009: Le Garde corps (cortometraje) de Lucrezia Lippi
- 2010: Yoshido (las otras vidas) (medio metraje) por Sébastien Betbeder - Amy
- 2010: Sonámbulos de Thierry de Peretti
- 2011: Bye Bye (cortometraje) de Édouard Deluc
- 2011: Un autre monde (TV Movie) de Gabriel Aghion
- 2012: Simon Killer por Antonio Campos - Victoria
- 2014: Fort Buchanan por Benjamin Crotty - Justine

### Como realizadora
- 2004: Last Night (cortometraje)
- 2010: Atlantiques (cortometraje)
- 2011: Snow Canon (cortometraje)
- 2012: Big in Vietnam (mediano-largo)
- 2013: Mille soleils (mediano-largo)
- 2015: Liberian Boy (cortometraje, dirigido con Manon Lutanie)
- 2019: Atlantics (largometraje)
- 2022: Naked Blue (cortometraje, dirigido con Manon Lutanie)
- 2024: Dahomey (documental)

## Premios y distinciones
Festival Internacional de Cine de Cannes
| Año  | Categoría               | Película  | Resultado |
| ---- | ----------------------- | --------- | --------- |
| 2019 | Gran Premio del Jurado: | Atlantics | Ganador   |

- 2010: Tigre al mejor cortometraje en el Festival de Róterdam para Atlantiques
- 2010: Nominación al premio Lumières a la mejor esperanza femenina por 35 rhums [8]

Berlinale
- 2024: Oso de Oro en la Berlinale por el documental Dahomey